# Computer Sweden
Computer Sweden är en svensk webbtidning, inriktad på informationsteknik, affärer och verksamhetsutveckling. Den gavs ut som papperstidning fram till 2015.
Tidningen ges ut av International Data Group (IDG) och är den svenska motsvarigheten till Computerworld, som IDG ger ut i flera länder. När den svenska utgåvan startades 1983 användes titeln Computerworld redan av ett annat förlag, och i stället fick IDG:s tidning namnet Computer Sweden. Den distribuerades som morgontidning i tabloidformat (41 cm). Åren 1999–2008 utkom den tre dagar i veckan; 2009–2012 utkom den på tisdagar och fredagar.. Från 2013 utkom den endast torsdagar fram tills den lades ner 2015, även om den kvarstår på webben.
Computer Sweden arrangerar ett stort antal event på den svenska marknaden, bland andra Storage World och SOA Summit.
Tillsammans med tidningen Affärsvärlden delar Computer Sweden ut priset Guldmusen till Årets IT-personlighet och Årets IT-företag.
Chefredaktör är, sedan mars 2011, Jörgen Lindqvist. Tidigare chefredaktörer är Johan Hallsenius och Lars Dahmén, senare vd för IDG.
Ett stående inslag i tidningen är krönikor av den anonyme K. Sören Pecén (kåsören PC:n). Detta är en vandrande pseudonym som ger inblickar i datorbranschen och ofta citerar "elaka tungor".

## Upplaga
År 2003 trycktes Computer Sweden i 54 200 exemplar och nådde cirka 144 000 läsare.
År 2007 trycktes Computer Sweden i 51 000 exemplar och nådde cirka 113 000 läsare.
År 2012 trycks pappersversionen av Computer Sweden i 37 100 exemplar och nådde upp till 89 000 läsare (enligt Orvesto Konsument). 
Vintern/våren 2012–2013 nådde webbversionen av Computer Sweden i genomsnitt 120 000 unika webbläsare per vecka.